# Péninsule de Fridtjof Nansen
Ne doit pas être confondu avec Terre de Nansen.
La péninsule de Fridtjof Nansen est une péninsule située le long de la côte sud-est du Groenland, qui s'étend entre la baie d'Umivik au sud jusqu’à la baie de Pikiulleq au nord, et entre l'inlandsis à l'ouest et la mer d'Irminger à l'est. Elle appartient à la  municipalité de Sermersooq.
Les îles Søren Norby s'étendent au long de la côte nord-est. En face de la côte sud-ouest se trouvent deux grandes îles, Upernattivik (Upernarsuak) et Trefoldigheden, parmi des îles plus petites. Près de la pointe sud-est se trouvent des îlots avec des restes archéologiques paléoesquimaux. 